# Nokturnal Mortum
A Nokturnal Mortum ukrán black metal zenekar. 1994-ben alakultak meg Harkivban. Elődjüknek az 1991-ben alakult "Suppuration" nevű death metal együttes számított, amely végül "Crystaline Darkness"re változtatta a nevét és black metal stílusra váltott. 1994-ben újabb névváltoztatás következett: "Nocturnal Mortum" (éjszakai halál). A névben a "C" betűt átírták "K"-ra, a tagok szerint azért, hogy az emberek ne keverjék össze őket más együttesekkel. A zenekar szimfonikus black metalt, nemzetiszocialista black metalt,  folk metalt és pagan metalt játszik. Az együttes 2009-es albumával kezdve felhagyott a nemzetiszocialista/keresztényellenes/antiszemita témákkal. Szövegeik témái jelenleg a szláv paganizmus és a folklór. Albumaikat a Nuclear Blast, No Colours Records, Oriana Music kiadók jelentetik meg.

## Tagok
- Knjaz Varggoth – éneklés, gitár, billentyűk, ütős hangszerek
- Bairoth – dobok (2009–)
- Rutnar – basszusgitár (2014–)
- Jurgis – gitár, háttér-éneklés (2014–)
- Surm – billentyűk (2018–)

## Diszkográfia

### Stúdióalbumok
- Goat Horns (1997)
- To the Gates of Blasphemous Fire (1998)
- Nekhrist' (1999)
- Myrovozzrenye (2004)
- Weltanschauung (2005)
- Holos Stali (2009)
- Istyna (2017)